# ۱۲۳۱ (خورشیدی)
۱۲۳۱ هزار و دویست و سی و یکمین سال هجری خورشیدی است.

## زادگان
- عبدالحسین میرزا فرمانفرما : شاهزاده قاجار و از سیاستمداران دوره قاجار در ایران .